# Stéphane Couge
Stéphane Couge (21 februari 1976) is een Frans voormalig wielrenner die in het verleden een halfjaar stage liep bij de Franse wielerploeg Ag2r Prévoyance.
Couge werd in 1998 Frans kampioen op de weg bij de amateurs. Na zijn halfjaar stage bij Ag2r werd hem geen contract aangeboden en keerde hij terug naar het amateurcircuit.

## Belangrijkste overwinningen
1998
- Frans kampioen op de weg, Amateurs

2001
- 3e etappe Ronde van Loir-et-Cher

2002
- 4e etappe Ronde van Bretagne

2003
- 2e etappe Ronde van Rhône-Alpes Isère

## Grote rondes
Geen